# Двухквартирный дом

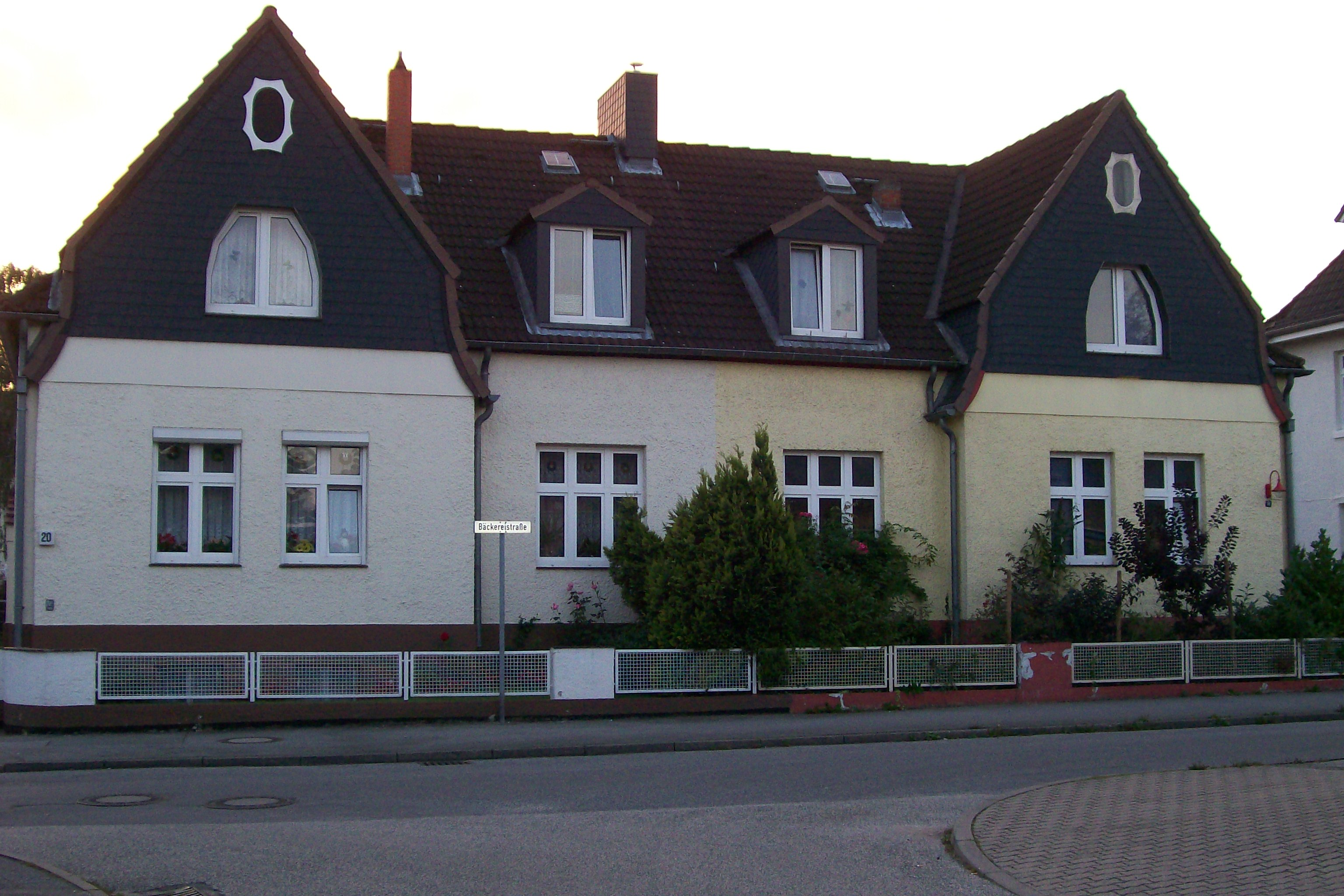
Двухквартирный дом в Любеке, Германия

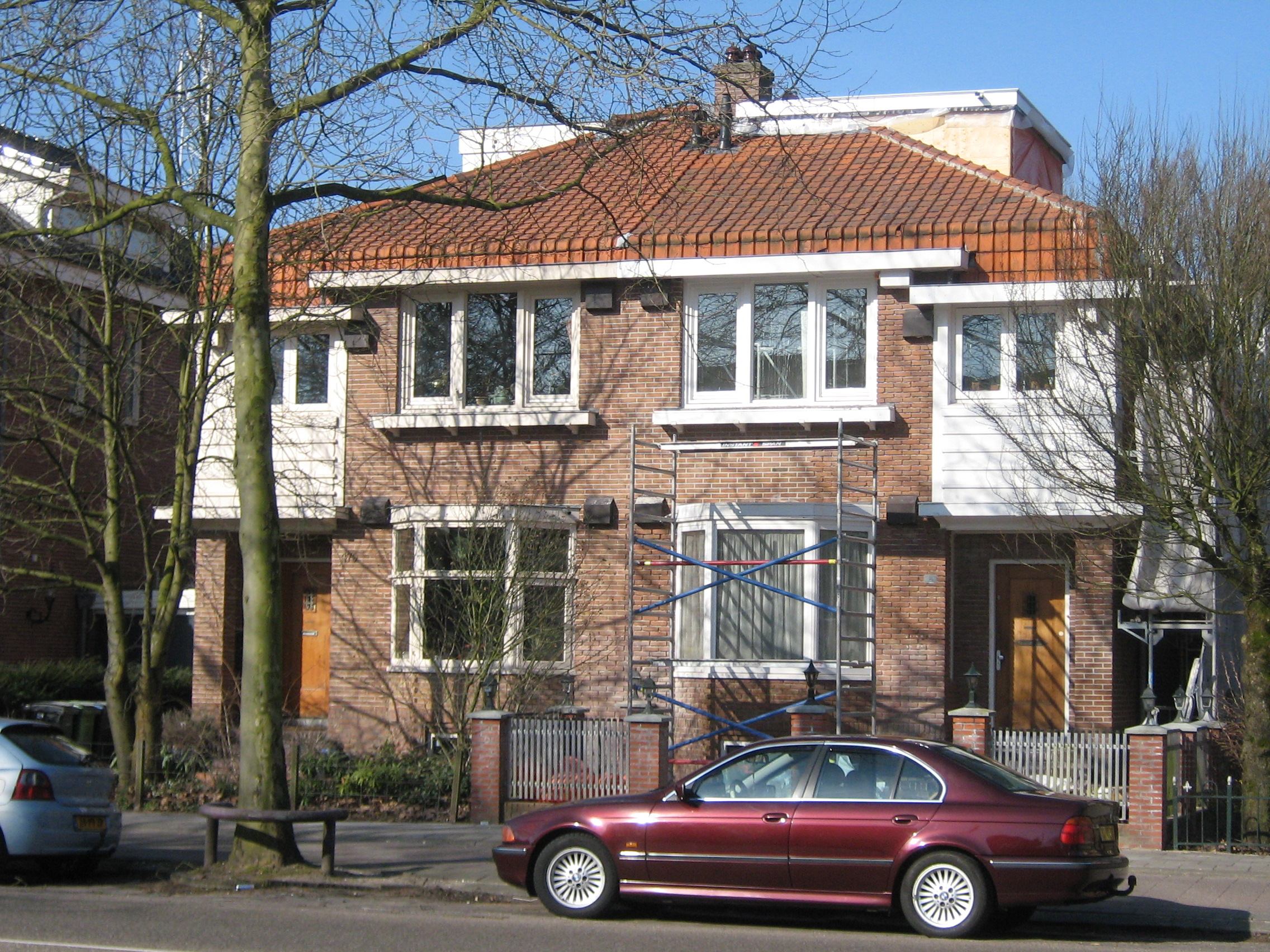
Двухквартирный дом в Амстердаме

Двухквартирный дом (англ. Semi-detached house, иногда просто semi-detached) — два жилых дома, блокированных друг с другом в одном ряду общей боковой стеной без проёмов, вместе предназначенные для проживания двух семей. Часто являются симметричными (дома-близнецы).
Двухквартирные дома являются наиболее распространённым видом частной собственности в Великобритании. На их постройки приходится 32 % жилищных операций в Великобритании и 32 % средств Английского жилищного фонда (по состоянию на 2008 год). В период с 1945 по 1964 годы 41 % всех построенных сооружений в Великобритании были двухквартирными домами, но после 1980 года процент двухквартирных домов стал составлять всего 15 %.
С 1815 года население Великобритании начало стремительно расти, а частные дома были дорогими. По этой причине к концу XVIII века в графствах Девоншир, Норфолк и Йоркшир появились первые двухквартирные дома, которые были дешевле, чем одноквартирные частные дома. Начиная с 1950-х годов, такие дома стали строиться с помощью префабрикации.